# 11QPs a
11QPs a is een handschrift met psalmen dat gevonden is in Qumran. Het is een van de 40 psalmboeken onder de Dode Zee-rollen. Hiervan zijn er 37 gevonden in Qumran, 2 te Massada en één in Nahal Hever.

## Handschriften

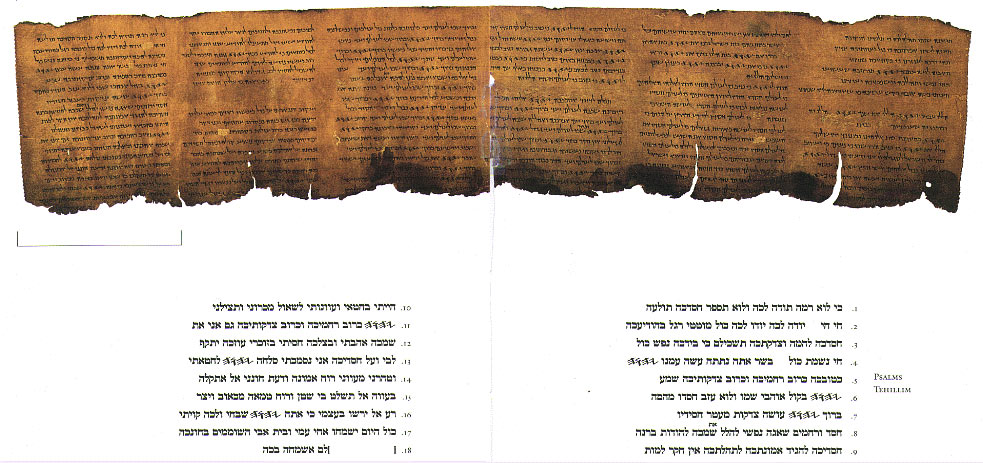
De Psalmen - Dode Zeerol

De handschriften in grot 11, waartoe 11QPs a behoort, werden ontdekt in 1956. De grot bevatte 6 rollen met Psalmen, waarvan 11QPs a de grootste is. Deze rol dateert uit 30 à 50 na Christus en is geschreven op perkament.

## Inhoud
In de 40 psalmrollen die gevonden zijn bij de Dode Zee, zijn 126 van de canonieke 150 psalmen terug te vinden. De 40 rollen bevatten samen daarbij 15 psalmen die niet voorkomen in de Psalmen die in de Canon zijn opgenomen.
Net als de andere handschriften van Qumran, volgt 11QPs a tot en met Psalm 89 de volgorde van de Masoretische Tekst zoals die ook in de Hebreeuwse Bijbel staat. Vanaf Psalm 91 (90 ontbreekt) is er tussen de rollen een enorme variatie, zowel wat volgorde als wat inhoud betreft. We kunnen onderscheid maken tussen het 11QPs a-psalter en het MT-150-psalter van onze Bijbels waarmee alleen een van de te Massada gevonden rollen overeenkomt.

## Tekstkritiek
Ook deze rol heeft een bijdrage geleverd aan de Tekstkritiek. Een goed voorbeeld is Psalm 145, een acrostichon, een gedicht waarvan elke nieuwe regel begint met een nieuwe letter van het alfabet. Maar Psalm 145 slaat in de Masoretische tekst de letter nun,נ, over. De Septuagint heeft ter plekke een extra regel in het Grieks, die zo vertaald kan worden dat hij met een nun נ begint. Deze zelfde regel blijkt in de Dode Zeerollen te staan, onder andere in 11QPs a.